# Piedrafita
Piedrafita (galicisk: Pedrafita do Cebreiro) er en by og kommune i det nordvestlige Spanien i provinsen Lugo. Den har et indbyggertal på 898 (2024) indbyggere.
Den franske Jakobsvejen kommer ind i Galicien gennem Piedrafita.